# Larissa Kerner
Larissa Maria Kerner, née le 7 avril 1990 à Berlin est une chanteuse et artiste allemande.

## Biographie
Larissa Kerner naît à Berlin. Elle est la fille de l'acteur suisse Benedict Freitag (de) et de la chanteuse allemande Nena. Elle a un frère jumeau, Sakias.

## Vie privée
Le 25 décembre 2009, Larissa met au monde son premier enfant, une fille qu'elle appelle Carla. Elle est alors âgée de 19 ans. Plus tard en 2013, Victor, son deuxième enfant voit le jour. Larissa réside actuellement à Hambourg en Allemagne.

## Carrière
Larissa commence sa carrière à l'âge de 16 ans. Elle accompagne sa mère sur scène et devient chanteuse en arrière plan pour cette dernière.
En 2012, elle fonde avec son amie Marie Suberg, le duo ADAMEVA, qui mélange musique et art. Le duo sortira leur premier Single Ekstase en 2014, ainsi qu'un nouveau single, Perlen, en 2017. Pendant cette période elles participeront également à des vernissages d'art, dans lesquels elles présenteront leur œuvres. En 2019, Larissa explique se séparer de Marie pour se concentrer sur une carrière solo.
En 2020, elle commence, en duo avec son partenaire Janick Zebrowski, à travailler sur un nouveau projet sous le nom “Issa Bloch”,. Leur premier single "Chérie” sort en septembre 2023.

## Autres activités
En 2008, elle écrit et interprète la chanson Mama sur l'album de Nena Himmel Sonne Wind und Regen, et écrit le texte de la chanson Libellen. Elle écrit également avec Nena les chansons Wind et Farben qui figurent sur l'album.
Avec sa mère, elle a écrit la chanson Dreh dich sur l'album de cette dernière Made in Germany (de) en 2009.
En 2017, elle réinterprète la chanson Alles ist Relativ qui est la chanson titre de la série télévisée pour enfants et adolescents allemande Schloss Einstein. Cette réinterprétation devient le générique officiel de la série télévisée à partir de la 20e saison.
Dans les 5e et 6e saisons du casting de The Voice Kids, diffusées en 2017 et 2018, Larissa Kerner est membre du jury aux côtés de sa mère. Toutes les deux ont remporté la victoire de la 5e saison, avec leur talent Sofie
Le 29 décembre 2018, elle apparaît avec sa mère Nena dans l'édition XXL de l'émission de télé allemande Wer weiß denn sowas? (de).
En janvier 2019, The BossHoss sortent le clip de leur single She qui met en vedette Larissa Kerner.
Toujours en 2019, Larissa crée une collection de vêtements avec sa mère, en collaboration avec la marque allemande Tom Tailor. Une autre collection avec cette même marque sort en 2020.
En 2020, la galerie d'art Nissis Kunstkantine organise un vernissage avec Larissa Kerner.
Larissa y expose ses œuvres, des autoportraits qu'elle réalise dans son studio. D'autres vernissages suivront après celui-ci, où elle exposera ses œuvres tout en racontant leurs histoires. D'autres vernissages avec Nissis Kunstkantine auront lieu en 2021 et 2023
En 2020, Nena sort la chanson Galaxien en duo avec Larissa Kerner.
Toujours en 2020, le groupe VON WELT sortent leur chanson Eiszeit en duo avec Larissa Kerner

## Discographie

### ADAMEVA
- 2014 : Ekstase
- 2017 : Perlen

### Co-réalisations
- 2020 : Eiszeit - de Von Welt (de) avec Larissa Kerner
- 2020 : Galaxien - de Nena, avec Larissa Kerner

### ISSA BLOCH
- 2023 : Chérie